# Tanyloncha atrifrons
Tanyloncha atrifrons är en stekelart som beskrevs av Henry Keith Townes, Jr. 1970. Tanyloncha atrifrons ingår i släktet Tanyloncha och familjen brokparasitsteklar. Inga underarter finns listade i Catalogue of Life.